# El cos del Crist mort a la tomba

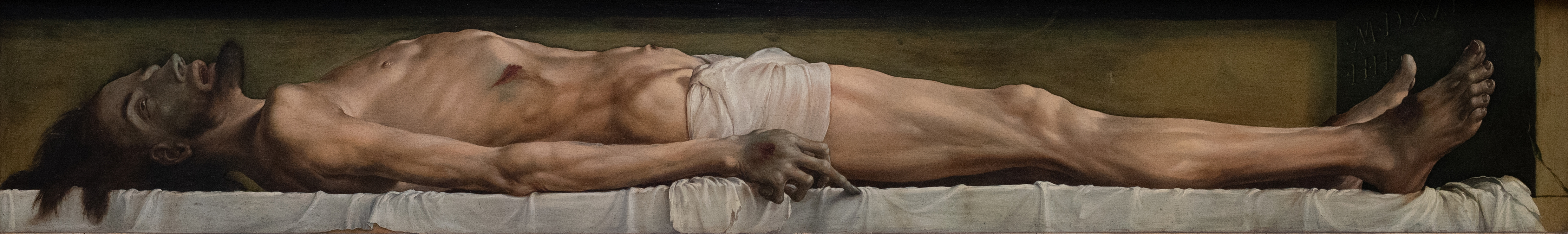
El cos de Crist mort a la tomba (i detall, inferior) 30,5 cm × 200 cm. Kunstmuseum de Basilea

El cos del Crist mort a la tomba (en alemany, Der Leichnam Christi im Grabe) és una pintura a l'oli i tremp sobre panell de til·ler creada per l'artista i gravador alemany Hans Holbein el Jove entre 1520 i 1522. L'obra mostra una representació realista i a mida natural del cos estirat i molt prim de Jesucrist ajagut a la seva tomba.
Holbein mostra el Fill de Déu mort després d'haver patit el destí d'un humà corrent. Segons la llegenda, Holbein, que va datar ell mateix el quadre el 1521, va prendre com a model el cadàver d'un jueu ofegat al Rin.
La pintura s'exposa al Kunstmuseum de Basilea.

## Descripció
La pintura destaca especialment per les seves dimensions dramàtiques (30,5 x 200 cm), i el fet que la cara, les mans i els peus de Crist, així com les ferides del seu tors, es representen com a carn morta realista en les primeres etapes de la putrefacció. El seu cos es mostra llarg i demacrat mentre els ulls i la boca romanen oberts.

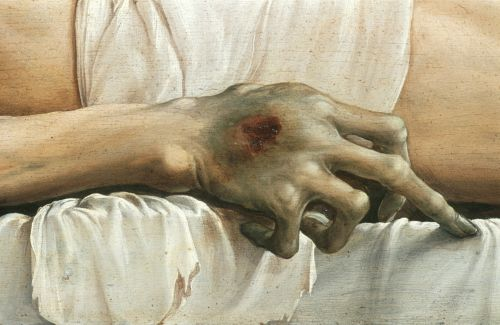
Detall

Crist es mostra amb tres ferides visibles: a la mà, al costat i als peus. En parlar del realisme radical usat per l'artista en aquesta representació, els historiadors de l'art Oscar Bätschmann i Pascal Griener van assenyalar que el dit mig aixecat i estès de Crist sembla "arribar cap a l'espectador", mentre que els seus cabells "sembla que trenquin la superfície del quadre". Sobre el cos, els àngels que sostenen els instruments de la Passió porten una inscripció en pinzell sobre paper inscrita amb les paraules llatines "IESVS·NAZARENVS·REX·IVDÆORVM " (Jesús de Natzaret, rei dels jueus).

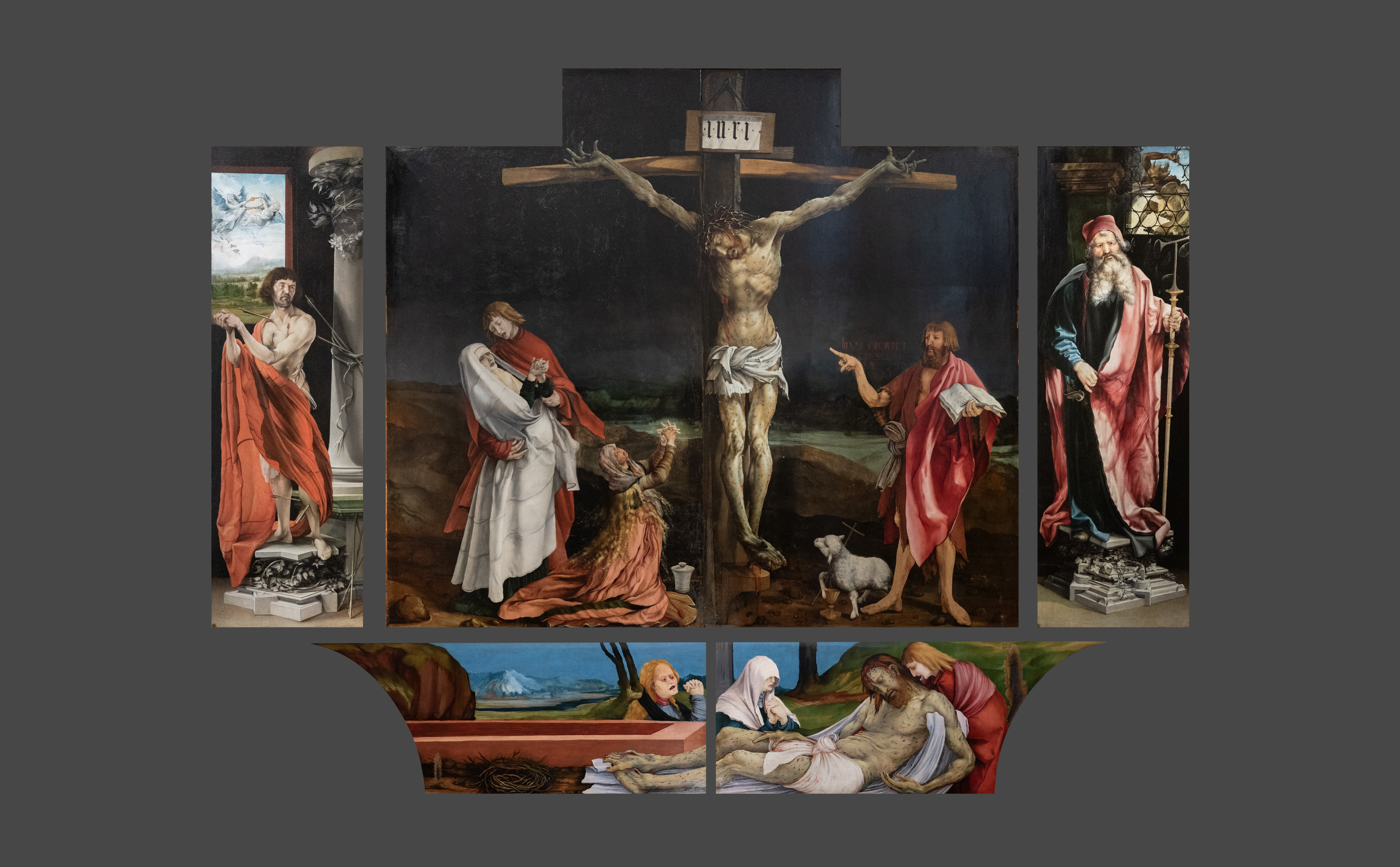
Taula central del retaule d'Isenheim de Matthias Grünewald

## Context
En comú amb molts artistes de la primera Reforma protestant, Holbein estava fascinat pel macabre. El seu pare, Hans Holbein el Vell, el va portar a veure el retaule de Matthias Grünewald a Isenheim, ciutat en la qual l'ancià també va rebre una sèrie d'encàrrecs de l'hospici local. En comú amb les tradicions religioses de la dècada de 1520, El cos del Crist mort a la tomba pretenia evocar la pietat i segueix les intencions de Grünewald, que al seu retaule es va proposar inculcar sentiments de culpa i empatia en l'espectador.

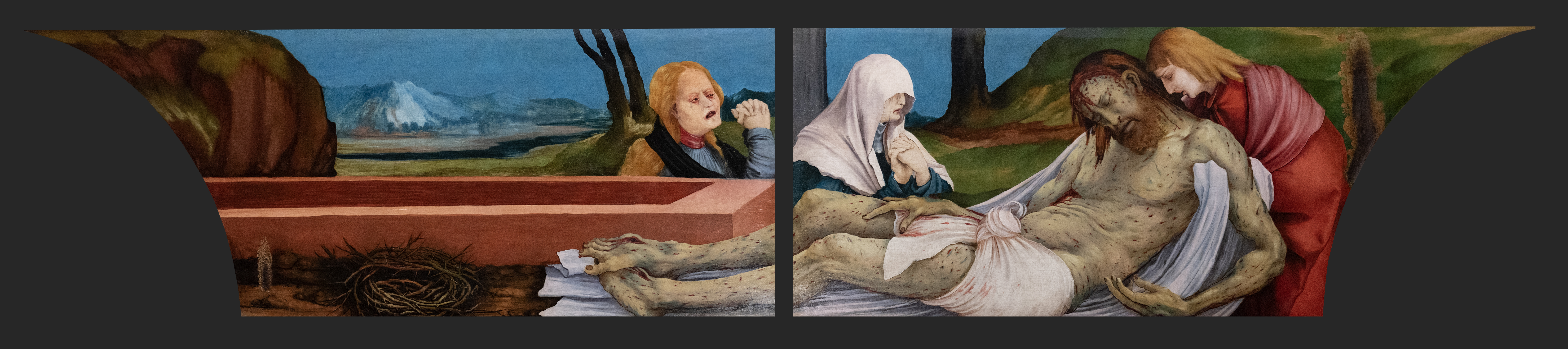
Matthias Grünewald, Lamentació i enterrament de Crist, predel·la del retaule d' Isenheim), 1512–15, Musee d'Unterlinden, Colmar.

Es desconeix amb quina finalitat es va crear la pintura. S'han suggerit diverses possibilitats, com ara que fos una predel·la per a un retaule, una obra independent o un adorn per a un sepulcre.
La pintura va ser encarregada per Bonifacius Amerbach, que també va ser retratat per Hans Holbein. Posteriorment, va ser inclosa al Gabinet Amerbach on va ser descrit com una "Imatge d'un home mort pintada per H. Holbein... amb el títol Iesus Nazarenus rex". L'any 1999, Bätschmann i Griener van plantejar la possibilitat que el panell estigués destinat a formar part d'una tomba sagrada, potser com a tapa per posar sobre un sepulcre. Diu la llegenda que Holbein va utilitzar un cos recuperat del Rin com a model per a l'obra. "Deixant de banda si això és cert o no, no hi ha cap dubte de la seva voluntat de ser totalment convincent".

## Comentaris
El panell ha generat fascinació i despertar elogis des que es va crear. L'autor rus Fiódor Dostoievski va quedar captivat per l'obra. El 1867, en una visita al museu, la seva dona va haver d'arrossegar-lo lluny del panell perquè no li induís una crisi epilèptica. Dostoievski va veure en Holbein un impuls semblant a una de les seves principals preocupacions literàries: el desig pietós d'enfrontar la fe cristiana amb tot allò que la negava, en aquest cas les lleis de la naturalesa i la crua realitat de la mort. A la seva novel·la de 1869 L'idiota, escrita poc després d’haver vist el quadre, el personatge del príncep Myshkin, després d'haver vist una còpia del quadre a la casa de Rogozhin, declara que té el poder de fer perdre la fe a l'espectador. El personatge d'Ippolit Terentyev, un exponent articulat de l'ateisme i el nihilisme que ell mateix està a prop de la mort, participa en una llarga discussió filosòfica sobre el quadre, afirmant que demostra la victòria de la "naturalesa cega" sobre tot, fins i tot el més perfecte i bell dels éssers.

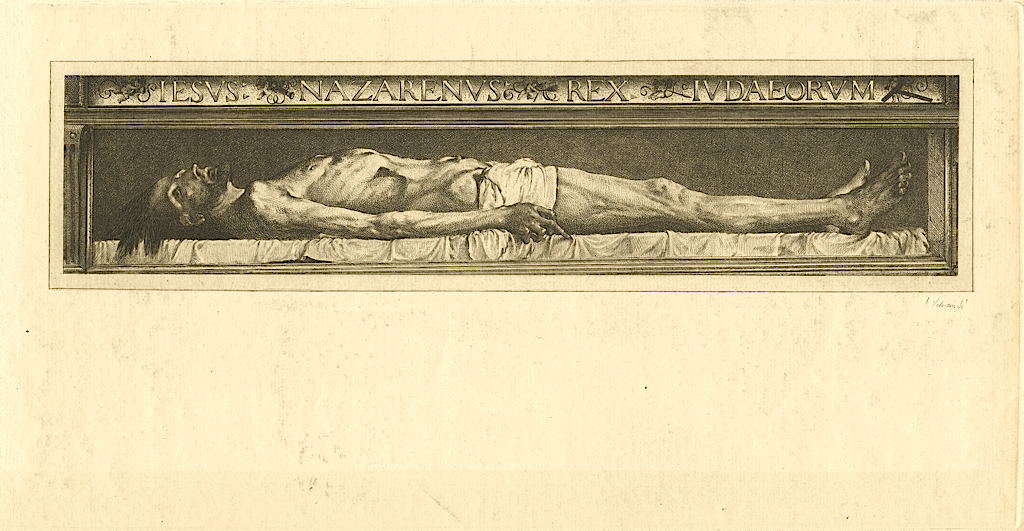
Henry Augustin Valentin basat en Hans Holbein el Jove, Iesvs Nazarenevs Rex Ivdaeorvm,, aiguafort, [https://www.nga.gov/research/library/imagecollections.html Departament de Col·leccions d'Imatges, National Gallery of Art Library, Washington, DC

La teòrica de la literatura Julia Kristeva va incloure una psicoanàlisi de la pintura al seu llibre Black Sun: Depression and Melancholia . "¿Ens abandona Holbein, ja que Crist, per un instant, s'havia imaginat ell mateix abandonat?", pregunta. “¿O, al contrari, ens convida a canviar el sepulcre cristià per un sepulcre viu, a participar de la mort pintada i així incloure-la a la nostra pròpia vida, per conviure amb ella i fer-la viure?”
L'efecte dels ulls i la boca oberts ha estat descrit pel crític d'art Michel Onfray com a donar la impressió que "l'espectador veu Crist veient: també pot percebre el que li reserva la mort, perquè mira el cel, mentre la seva ànima és segurament ja hi és. Ningú s'ha pres la molèstia de tancar la boca i els ulls. O Holbein vol dir-nos que, fins i tot en la mort, Crist encara mira i parla." 
Al seu llibre Studiolo, publicat el 2019, el filòsof italià Giorgio Agamben analitza el quadre al capítol La icona i la mort.